# Шаклар
Шакла́р (также Сары-Джар; укр. Шаклар, крымскотат. Şaqlar, Шакълар) — маловодная река (балка) на Керченском полуострове, в Крыму. Длина реки 12,0 километров, площадь водосборного бассейна 78,0 км². Исток находится северо-западнее села Пташкино, на высоте около 67 м, простирается в направлении на юго-запад, у Пташкино прорывая Парпачский гребень, где образует широкое ущелье. Впадает в вершину Узунларского озера у бывшего села Узунлар (впоследствии Просторное). У Шаклара 4 притока, один из которых имеет собственное название — Джилкеджелинская балка. Вблизи устья в балки ранее имелся мощный подводный источник «Коз».

### Джилкеджелинская балка
Начинается на южной окраине села Марьевка, длиной 6,7 км, площадь водосбора 30,4 км², у балки 3 собственных притока. Течёт почти на запад, источники в балке с солёной водой, впадает в Шаклар слева, в 3,0 км от устья. В балке в 1950 и 1955 годах были сооружены 2 пруда общей площадью 10,5 гектара, при этом пруды по балке существовали и в довоенное время.